# Virginia López (cantante)
Dolores Virginia Rivera García (Manhattan, Nueva York, Estados Unidos; 29 de noviembre de 1928-San Juan, Puerto Rico; 3 de febrero de 2024) fue una cantante de boleros estadounidense de ascendencia puertorriqueña, conocida como Virginia López.
López empezó a cantar de niña, imitando a la famosa Libertad Lamarque. A principios de los años 50, grabó su primer disco con el guitarrista Luis Lija. Le siguieron diez discos con Chago Alvarado, miembro y compositor del Trío San Juan. Los títulos Tan lejos y Cariñito azucarado le proporcionaron sus primeros éxitos internacionales.
Se hizo muy popular en México a mediados de los años cincuenta gracias a los programas de radio. Viajó allí en 1957 y grabaciones para RCA Records como Osito de felpa, Por equivocación y Te odio y te quiero dieron a conocer su voz en toda Latinoamérica, muchos países europeos y Japón. También fue en México donde conoció al que sería su marido, Charlie López. Fue galardonada con el Discómetro de Oro en México y ganó el premio del Festival de Codazos de Puerto Rico en 1958. En los años sesenta, se retiró del mundo de la música. Reanudó su carrera en 1972 con una actuación en México.
Falleció el 3 de febrero de 2024 en su casa de San Juan de Puerto Rico, y la Asociación Nacional de Intérpretes y el Instituto Bolero México comunicaron la noticia en X, antes Twitter.